# 史積容
史積容（1748年—1815年），字文量，號柘溪，顺天宛平（今北京市）人，祖籍浙江余姚半霖下宅，清朝政治人物，进士出身。

## 生平
乾隆三十三年（1768年），史積容在顺天戊子科乡试中考中举人。乾隆三十六年（1771年）登進士，候选礼部主事。乾隆四十二年（1777年），诰授奉直大夫。乾隆五十年（1785年），迁任礼部祠祭司员外郎。乾隆五十四年（1789年），充任己酉科会试同考官。同年迁任礼部祠祭司郎中，复蒙记名，以御史任用。乾隆五十五年（1790年），复记名，以知府任用，不久授云南楚雄府知府，以覃恩诰授朝议大夫。乾隆六十年（1795年），保举卓异。
嘉庆元年（1796年），因督兵进剿平息地方叛乱，赏戴花翎。嘉庆二年（1797年），代理开化府知府。嘉庆六年（1801年）任满，交军机处记名，擢受湖南衡永道、郴桂道道员，政绩卓越，《湖南衡州府志》、《湖南省志》皆有载，同年诰授中宪大夫。嘉庆九年（1804年）再以地方政绩卓异上京入觐嘉庆帝。嘉庆十一年（1806年），擢授湖南按察使。嘉庆十二年（1807年），署理湖南布政使，不久实授。嘉庆十三年（1808年），与巡抚不和，调入京授光禄寺少卿，迁大理寺少卿，奉命祭告南海。嘉庆十四年（1809年），诰授中议大夫，大理寺少卿，加一级复出任江宁布政使。嘉庆十六年（1811年）九月二十三，调任廣西布政使。嘉庆十九年（1814年）六月初五，革职。
嘉庆十九年（1814年）冬，回京。嘉庆二十年（1815 年）乙亥五月二十四日，逝世于京师，享年68岁。身后与原配陈氏合葬祖籍余姚黄山路横桥田穴。